# Ревность Барбулье (пьеса)
«Ре́вность Барбулье́» (фр. La Jalousie du barbouillé) — одноактный фарс Мольера, написанный предположительно в 1653 году. Дата и место первого представления неизвестны, в Париже игралась с 1660 г. Это один из многочисленных фарсов, сочинённых и сыгранных Мольером во время его странствий по французской провинции (1645—1658), и один из двух, сохранившихся до наших дней в рукописных копиях XVIII века.

## Действующие лица
- Барбулье, муж Анжелики
- Доктор
- Анжелика, дочь Горжибюса
- Валер, возлюбленный Анжелики
- Като, горничная Анжелики
- Горжибюс, отец Анжелики
- Вильбрекен
- Лавалле

Персонажи фарса типичны для французского площадного театра XVII века и происходят из комедии дель арте. Так, барбулье (фр. barbouillé - запачканный) называли актёров, не носивших маски, а вместо этого мазавших лицо муко́й, а толстая служанка Като́ (фр. Cathau, Cathos), которую традиционно играли мужчины, в 1688 г. стала героиней музыкального дивертисмента Андре́ Филидо́ра «Свадьба толстухи Като» (фр. Le Mariage de La Grosse Cathos). Имя персонажа Горжибюса является сценическим псевдонимом актёра Франсуа Бедо́, игравшего эту маску в труппе Мольера. Этот же персонаж появляется также в фарсах Мольера «Летающий лекарь», «Горжибюс в мешке», «Сганарель, или Мнимый рогоносец» и «Смешные жеманницы». Персонаж Доктор, как он представлен в этом фарсе, является неизменённой маской итальянской комедии дель арте.

## Сюжет
Сюжет фарса основан на 4-й новелле 7-го дня «Декамерона» Джованни Боккаччо, и, скорее всего, был заимствован Мольером из итальянского площадного фарса «Ревнивый крестьянин».
- Барбулье жалуется на нерадивость своей жены и придумывает ей наказание.
- Барбулье просит совета у Доктора, но тот только сыплет бессмысленными фразами и латинскими выражениями.
- Между тем, Анжелика развлекает себя обществом влюблённого в неё Валера.
- Их застаёт Барбулье и затевает ссору.
- В ссору вмешиваются проходящие мимо Горжибюс и Вильбрекен.
- Доктор пытается помирить всех, но делает лишь ещё хуже.
- Валер спешит на бал, желая встретиться там с возлюбленной.
- Пользуясь отсутствием мужа, на бал спешит и Анжелика.
- Не добившись ничего от Доктора, возвращается домой Барбулье.
- Опоздав на бал, ни с чем возвращается домой и Анжелика. Но дверь заперта. Она зовет Като.
- Вместо Като в окне появляется Барбулье. Он отказывается впустить жену домой и прогоняет её. Анжелика делает вид, что в отчаянии зарезалась ножом. Барбулье выбегает на улицу. В этот момент Анжелика проскакивает в дом и захлопывает дверь, оставив Барбулье на улице. Опять начинается ссора.
- Проходящим мимо Горжибюсу и Вильбрекену она жалуется на гуляку-мужа, якобы пьяным в поздний час вернувшимся домой. Горжибюс просит Анжелику простить мужа.
- Прибежавший на шум Доктор предлагает прочитать вслух главу из Аристотеля о согласии страниц на шестьдесят-восемьдесят.

Элементы этого фарса были позднее использованы Мольером в его творчестве:
- Эпизод с доктором повторяется в комедиях «Брак поневоле» и «Любовная досада».
- Сама фабула фарса, как и имя главной героини Анжелики, перекочевала в комедию «Жорж Данден, или Одураченный муж».